# Brian Tinnion
Brian Tinnion (Workington, 11 giugno 1948) è un ex calciatore inglese, di ruolo centrocampista.

## Carriera

### Calciatore
Si forma calcisticamente nel Workington, con cui giocò dal 1965 al 1969 tra terza e quarta serie inglese. Nel gennaio 1969 venne acquistato dal Wrexham per £14.000.
Con il Wrexham viene promosso in terza serie al termine della Fourth Division 1969-1970. Con il suo club Tinnion ha vinto inoltre due Coppa del Galles. Nel 1972 viene ceduto in prestito al Chester.
Nell'estate 1976 si trasferisce negli Stati Uniti d'America per giocare nella franchigia NASL dei N.Y. Cosmos, con cui nel campionato 1976 raggiunge i quarti di finale dei play-off per il titolo. 
L'anno North American Soccer League 1977 passa alla neonata franchigia del Team Hawaii, con cui però non riesce a superare la fase a gironi.
Inizia il campionato 1978 in forza ai Colorado Caribous, lasciandoli nel corso della stagione per giocare con i Detroit Express, squadra nel quale militerà sino al 1983. Con gli Express raggiungerà come miglior piazzamento nella NASL il raggiungimento dei quarti di finali della stagione 1978, mentre dopo il passaggio del club di Detroit nella rivale American Soccer League, vincerà il campionato 1982, divenendo MVP e capocannoniere del torneo.
Contemporanemente al calcio, dopo il suo trasferimento negli Stati Uniti si dedicò anche all'indoor soccer, dapprima ai Detroit Express e poi ai Wichita Wings.

### Allenatore
Lasciato il calcio giocato divenne allenatore dei Detroit Express, che non riuscì a portare a disputare i play-off per il titolo dell'American Soccer League 1983. Successivamente allenò a livello universitario e nei campionati indoor.

## Palmarès

### Club
- Coppa del Galles: 2

Wrexham: 1971-1972, 1974-1975
- American Soccer League: 1

Detroit Express: 1982

### Individuale
- Capocannoniere dell'American Soccer League: 1

1982 (22 gol, 15 assist, 59 punti)